# 100 meter för herrar i friidrott vid olympiska sommarspelen 2016
Herrarnas 100 meter vid olympiska sommarspelen 2016, i Rio de Janeiro i Brasilien avgjordes den 13-14 augusti på Estádio Olímpico João Havelange.

## Medaljörer
| Spel      | Guld               | Silver            | Brons                  |
| 100 meter | Usain Bolt Jamaica | Justin Gatlin USA | Andre De Grasse Kanada |

## Resultat

### Kval

#### Heat 1
| Placering | Bana | Namn                   | Nationalitet  | Reaktion       | Tid   | Noteringar |
| --------- | ---- | ---------------------- | ------------- | -------------- | ----- | ---------- |
| 1         | 9    | Riste Pandev           | Makedonien    | 0,145          | 10,72 | Q, SB      |
| 2         | 8    | Sudirman Hadi          | Indonesien    | 0,136          | 10,77 | Q          |
| 3         | 4    | Mohammed Abukhousa     | Palestina     | 0,176          | 10,82 | q          |
| 4         | 5    | Holder da Silva        | Guinea-Bissau | 0,165          | 10,97 |            |
| 5         | 6    | Wilfried Bingangoye    | Gabon         | 0,145          | 11,03 |            |
| 6         | 2    | Mohamed Lamine Dansoko | Guinea        | 0,145          | 11,05 |            |
| 7         | 7    | Abdul Wahab Zahiri     | Afghanistan   | 0,170          | 11,56 |            |
| 8         | 3    | Richson Simeon         | Marshallöarna | 0,136          | 11,81 | SB         |
|           |      |                        |               | Wind: −0,2 m/s |       |            |

#### Heat 2
| Placering | Bana | Namn               | Nationalitet      | Reaktion       | Tid   | Noteringar |
| --------- | ---- | ------------------ | ----------------- | -------------- | ----- | ---------- |
| 1         | 2    | Hassan Saaid       | Maldiverna        | 0,130          | 10,43 | Q          |
| 2         | 6    | Siueni Filimone    | Tonga             | 0,155          | 10,76 | Q, SB      |
| 3         | 7    | Luke Bezzina       | Malta             | 0,167          | 11,04 |            |
| 4         | 5    | Masbah Ahmmed      | Bangladesh        | 0,137          | 11,34 |            |
| 5         | 4    | Isaac Silafau      | Amerikanska Samoa | 0,141          | 11,51 |            |
| 6         | 8    | John Ruuka         | Kiribati          | 0,178          | 11,65 |            |
| 7         | 3    | Hermenegildo Leite | Angola            | 0,145          | 11,65 |            |
|           |      |                    |                   | Wind: +0,4 m/s |       |            |

#### Heat 3
| Placering | Bana | Namn                  | Nationalitet              | Reaktion       | Tid   | Noteringar |
| --------- | ---- | --------------------- | ------------------------- | -------------- | ----- | ---------- |
| 1         | 7    | Rodman Teltull        | Palau                     | 0,135          | 10,53 | Q          |
| 2         | 6    | Jin Wei Timothee Yap  | Singapore                 | 0,140          | 10,84 | Q          |
| 3         | 3    | Mohamed Fakhri Ismail | Brunei                    | 0,163          | 10,92 | q          |
| 4         | 4    | Ishmail Kamara        | Sierra Leone              | 0,146          | 10,95 |            |
| 5         | 5    | Kitson Kapiriel       | Mikronesiska federationen | 0,159          | 11,42 |            |
| 6         | 2    | Jidou El Moctar       | Mauretanien               | 0,157          | 11,44 |            |
| 7         | 8    | Etimoni Timuani       | Tuvalu                    | 0,143          | 11,81 |            |
|           |      |                       |                           | Wind: −0,3 m/s |       |            |

### Round 1

#### Heat 1
| Placering | Bana | Namn                  | Nationalitet   | Reaktion       | Tid   | Noteringar |
| --------- | ---- | --------------------- | -------------- | -------------- | ----- | ---------- |
| 1         | 3    | Kemarley Brown        | Bahrain        | 0,146          | 10,13 | Q          |
| 2         | 5    | Chijindu Ujah         | Storbritannien | 0,150          | 10,13 | Q          |
| 3         | 7    | Marvin Bracy          | USA            | 0,155          | 10,16 | q          |
| 4         | 2    | Seye Ogunlewe         | Nigeria        | 0,139          | 10,26 |            |
| 5         | 1    | Femi Ogunode          | Qatar          | 0,170          | 10,28 |            |
| 6         | 8    | Sean Safo-Antwi       | Ghana          | 0,145          | 10,43 |            |
| 7         | 9    | Reza Ghasemi          | Iran           | 0,150          | 10,47 |            |
| 8         | 6    | Adrian Griffith       | Bahamas        | 0,143          | 10,53 |            |
| 9         | 4    | Mohamed Fakhri Ismail | Brunei         | 0,151          | 10,95 |            |
|           |      |                       |                | Wind: −1,2 m/s |       |            |

#### Heat 2
| Placering | Bana | Namn               | Nationalitet        | Reaktion       | Tid   | Noteringar |
| --------- | ---- | ------------------ | ------------------- | -------------- | ----- | ---------- |
| 1         | 8    | Justin Gatlin      | USA                 | 0,160          | 10,01 | Q          |
| 2         | 7    | Daniel Bailey      | Antigua och Barbuda | 0,153          | 10,20 | Q          |
| 3         | 1    | Rondel Sorrillo    | Trinidad och Tobago | 0,112          | 10,23 |            |
| 4         | 5    | Gerald Phiri       | Zambia              | 0,146          | 10,27 |            |
| 5         | 9    | Lucas Jakubczyk    | Tyskland            | 0,166          | 10,29 |            |
| 6         | 6    | Ogho-Oghene Egwero | Nigeria             | 0,151          | 10,37 |            |
| 7         | 3    | Hua Wilfried Koffi | Elfenbenskusten     | 0,166          | 10,37 |            |
| 8         | 2    | Rodman Teltull     | Palau               | 0,133          | 10,64 |            |
| 9         | 4    | Riste Pandev       | Makedonien          | 0,163          | 10,71 | SB         |
|           |      |                    |                     | Wind: +0,8 m/s |       |            |

#### Heat 3
| Placering | Bana | Namn                    | Nationalitet          | Reaktion       | Tid   | Noteringar |
| --------- | ---- | ----------------------- | --------------------- | -------------- | ----- | ---------- |
| 1         | 5    | Xie Zhenye              | Kina                  | 0,143          | 10,08 | Q, PB      |
| 2         | 3    | Nickel Ashmeade         | Jamaica               | 0,132          | 10,13 | Q          |
| 3         | 6    | Hassan Taftian          | Iran                  | 0,150          | 10,17 | q          |
| 4         | 2    | Kim Collins             | Saint Kitts och Nevis | 0,151          | 10,18 | q          |
| 5         | 4    | Abdullah Abkar Mohammed | Saudiarabien          | 0,154          | 10,26 |            |
| 6         | 7    | Aziz Ouhadi             | Marocko               | 0,158          | 10,34 |            |
| 7         | 9    | Kemar Hyman             | Caymanöarna           | 0,160          | 10,34 |            |
| 8         | 8    | Darrell Wesh            | Haiti                 | 0,138          | 10,39 |            |
|           |      |                         |                       | Wind: −0,1 m/s |       |            |

#### Heat 4
| Placering | Bana | Namn             | Nationalitet  | Reaktion       | Tid   | Noteringar |
| --------- | ---- | ---------------- | ------------- | -------------- | ----- | ---------- |
| 1         | 3    | Andre De Grasse  | Kanada        | 0,148          | 10,04 | Q          |
| 2         | 9    | Asuka Cambridge  | Japan         | 0,137          | 10,13 | Q          |
| 3         | 2    | Su Bingtian      | Kina          | 0,146          | 10,17 | q          |
| 4         | 1    | Jimmy Vicaut     | Frankrike     | 0,164          | 10,19 | q          |
| 5         | 7    | Churandy Martina | Nederländerna | 0,142          | 10,22 |            |
| 6         | 5    | Emmanuel Matadi  | Liberia       | 0,146          | 10,31 |            |
| 7         | 8    | Julian Reus      | Tyskland      | 0,135          | 10,34 |            |
| 8         | 6    | Jamial Rolle     | Bahamas       | 0,145          | 10,68 |            |
| 9         | 4    | Sudirman Hadi    | Indonesien    | 0,122          | 10,70 |            |
|           |      |                  |               | Wind: −0,5 m/s |       |            |

#### Heat 5

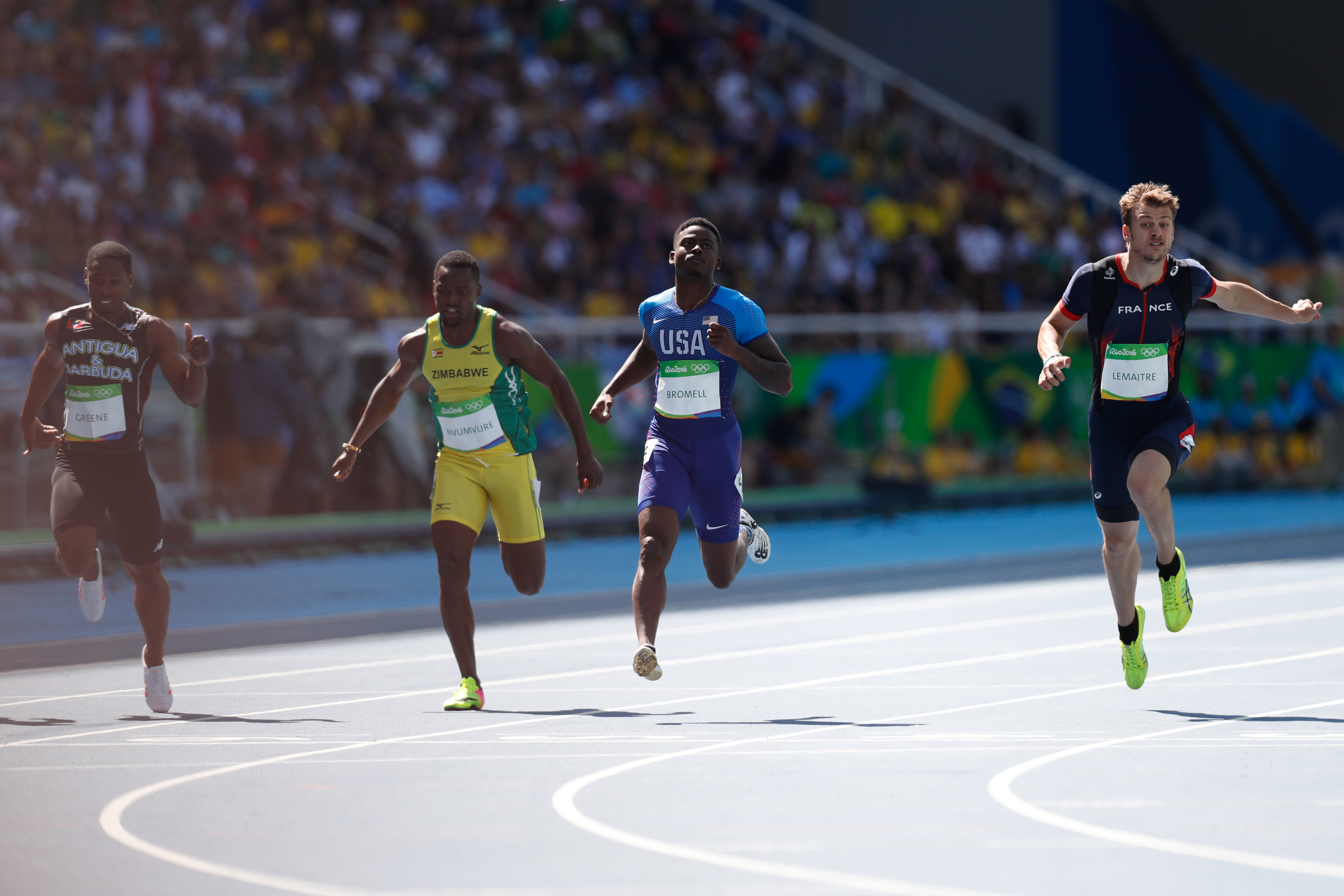
Heat 5 finish

| Placering | Bana | Namn                | Nationalitet        | Reaktion       | Tid   | Noteringar |
| --------- | ---- | ------------------- | ------------------- | -------------- | ----- | ---------- |
| 1         | 9    | Ben Youssef Meïté   | Elfenbenskusten     | 0,145          | 10,03 | Q          |
| 2         | 5    | Trayvon Bromell     | USA                 | 0,165          | 10,13 | Q          |
| 3         | 4    | Christophe Lemaitre | Frankrike           | 0,150          | 10,16 | q          |
| 4         | 7    | Cejhae Greene       | Antigua och Barbuda | 0,156          | 10,20 | q          |
| 5         | 8    | Keston Bledman      | Trinidad och Tobago | 0,150          | 10,20 |            |
| 6         | 1    | Akeem Haynes        | Kanada              | 0,123          | 10,22 |            |
| 7         | 6    | Gabriel Mvumvure    | Zimbabwe            | 0,131          | 10,28 |            |
| 8         | 2    | Hassan Saaid        | Maldiverna          | 0,135          | 10,47 |            |
| –         | 3    | Siueni Filimone     | Tonga               | i.u.           | DNS   |            |
|           |      |                     |                     | Wind: +0,2 m/s |       |            |

#### Heat 6
| Placering | Bana | Namn                      | Nationalitet          | Reaktion       | Tid   | Noteringar |
| --------- | ---- | ------------------------- | --------------------- | -------------- | ----- | ---------- |
| 1         | 4    | Yohan Blake               | Jamaica               | 0,154          | 10,11 | Q          |
| 2         | 8    | Jak Ali Harvey            | Turkiet               | 0,159          | 10,14 | Q          |
| 3         | 9    | Barakat Mubarak Al-Harthi | Oman                  | 0,155          | 10,22 |            |
| 4         | 2    | Mosito Lehata             | Lesotho               | 0,151          | 10,25 |            |
| 5         | 6    | James Ellington           | Storbritannien        | 0,145          | 10,29 |            |
| 6         | 3    | Henricho Bruintjies       | Sydafrika             | 0,107          | 10,33 |            |
| 7         | 5    | Zhang Peimeng             | Kina                  | 0,121          | 10,36 |            |
| 8         | 7    | Antoine Adams             | Saint Kitts och Nevis | 0,149          | 10,39 |            |
|           |      |                           |                       | Wind: −0,8 m/s |       |            |

#### Heat 7

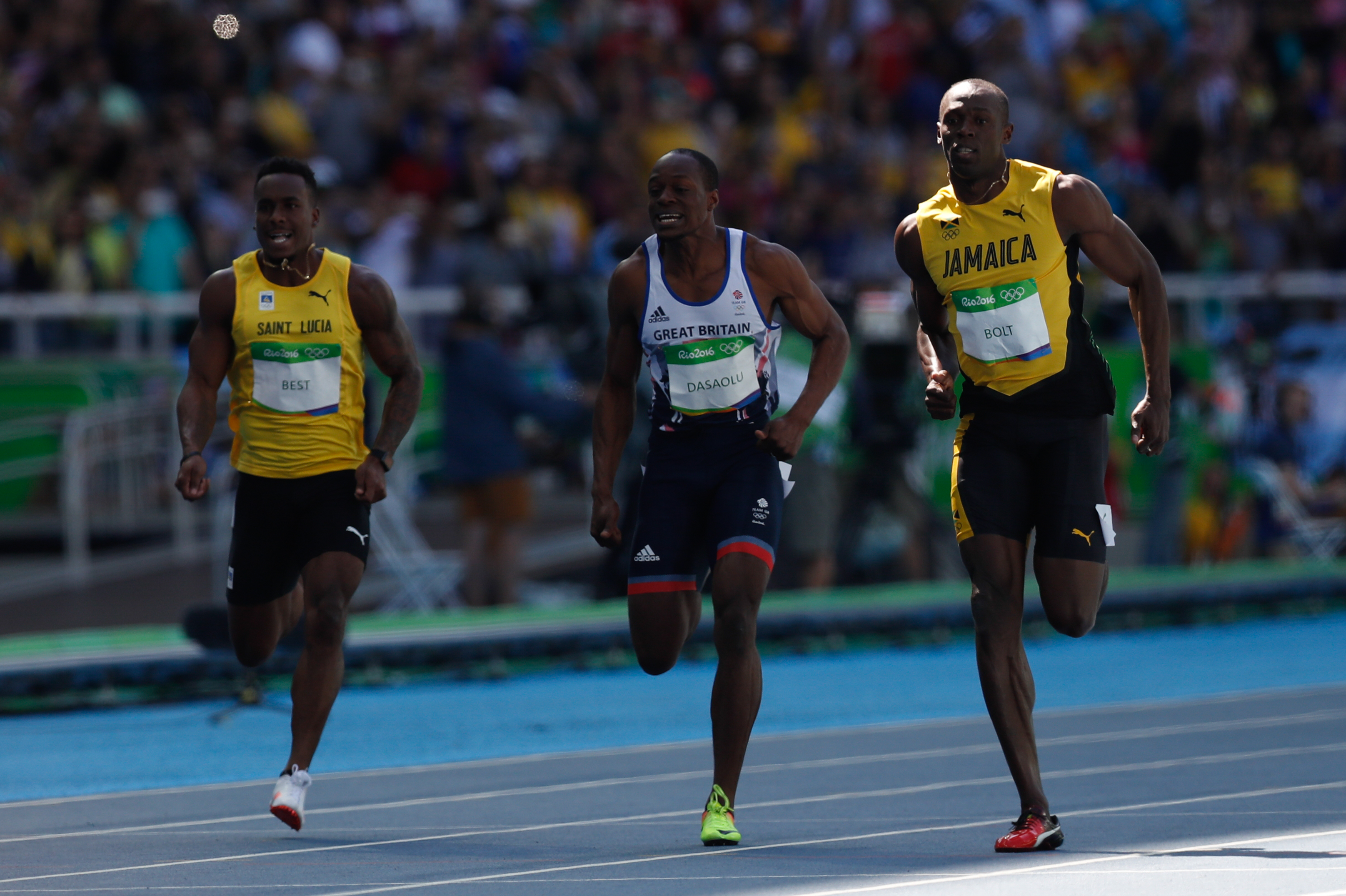
Heat 7 finish

| Placering | Bana | Namn                 | Nationalitet        | Reaktion       | Tid   | Noteringar |
| --------- | ---- | -------------------- | ------------------- | -------------- | ----- | ---------- |
| 1         | 6    | Usain Bolt           | Jamaica             | 0,156          | 10,07 | Q          |
| 2         | 3    | Andrew Fisher        | Bahrain             | 0,134          | 10,12 | Q          |
| 3         | 7    | James Dasaolu        | Storbritannien      | 0,171          | 10,18 | q          |
| 4         | 9    | Yoshihide Kiryu      | Japan               | 0,150          | 10,23 |            |
| 5         | 2    | Shavez Hart          | Bahamas             | 0,139          | 10,28 | SB         |
| 6         | 5    | Richard Thompson     | Trinidad och Tobago | 0,130          | 10,29 |            |
| 7         | 8    | Jahvid Best          | Saint Lucia         | 0,147          | 10,39 |            |
| 8         | 1    | Jurgen Themen        | Surinam             | 0,139          | 10,47 |            |
| 9         | 4    | Jin Wei Timothee Yap | Singapore           | 0,149          | 10,79 |            |
|           |      |                      |                     | Wind: −0,4 m/s |       |            |

#### Heat 8
| Placering | Bana | Namn                  | Nationalitet          | Reaktion       | Tid   | Noteringar |
| --------- | ---- | --------------------- | --------------------- | -------------- | ----- | ---------- |
| 1         | 4    | Akani Simbine         | Sydafrika             | 0,124          | 10,14 | Q          |
| 2         | 1    | Ryota Yamagata        | Japan                 | 0,111          | 10,20 | Q          |
| 3         | 7    | Aaron Brown           | Kanada                | 0,135          | 10,24 |            |
| 4         | 9    | Ramon Gittens         | Barbados              | 0,162          | 10,25 |            |
| 5         | 2    | Solomon Bockarie      | Nederländerna         | 0,127          | 10,36 |            |
| 5         | 5    | Vitor Hugo dos Santos | Brasilien             | 0,157          | 10,36 |            |
| 7         | 6    | Kim Kuk-young         | Sydkorea              | 0,135          | 10,37 |            |
| 8         | 3    | Brijesh Lawrence      | Saint Kitts och Nevis | 0,163          | 10,55 |            |
| 9         | 8    | Mohammed Abukhousa    | Palestina             | 0,153          | 11,89 |            |
|           |      |                       |                       | Wind: −1,3 m/s |       |            |

### Semifinaler

#### Semifinal 1
| Placering | Bana | Namn              | Nationalitet    | Reaktion       | Tid   | Noteringar |
| --------- | ---- | ----------------- | --------------- | -------------- | ----- | ---------- |
| 1         | 3    | Jimmy Vicaut      | Frankrike       | 0,131          | 9,95  | Q          |
| 2         | 7    | Ben Youssef Meïté | Elfenbenskusten | 0,142          | 9,97  | Q, NR      |
| 3         | 5    | Akani Simbine     | Sydafrika       | 0,144          | 9,98  | q          |
| 4         | 9    | Jak Ali Harvey    | Turkiet         | 0,148          | 10,03 |            |
| 5         | 4    | Nickel Ashmeade   | Jamaica         | 0,118          | 10,05 |            |
| 6         | 8    | Marvin Bracy      | USA             | 0,152          | 10,08 |            |
| 7         | 6    | Xie Zhenye        | Kina            | 0,134          | 10,11 |            |
| 8         | 2    | Hassan Taftian    | Iran            | 0,136          | 10,23 |            |
|           |      |                   |                 | Wind: +0,2 m/s |       |            |

#### Semifinal 2
| Placering | Bana | Namn            | Nationalitet          | Reaktion       | Tid   | Noteringar |
| --------- | ---- | --------------- | --------------------- | -------------- | ----- | ---------- |
| 1         | 6    | Usain Bolt      | Jamaica               | 0,143          | 9,86  | Q, SB      |
| 2         | 5    | Andre De Grasse | Kanada                | 0,130          | 9,92  | Q, PB      |
| 3         | 9    | Trayvon Bromell | USA                   | 0,128          | 10,01 | q          |
| 4         | 7    | Chijindu Ujah   | Storbritannien        | 0,160          | 10,01 | SB         |
| 5         | 8    | Ryota Yamagata  | Japan                 | 0,109          | 10,05 | PB         |
| 6         | 3    | Kim Collins     | Saint Kitts och Nevis | 0,138          | 10,12 |            |
| 7         | 2    | Cejhae Greene   | Antigua och Barbuda   | 0,143          | 10,13 |            |
| –         | 4    | Andrew Fisher   | Bahrain               | i.u.           | DQ    | R162,7     |
|           |      |                 |                       | Wind: +0,2 m/s |       |            |

#### Semifinal 3
| Placering | Bana | Namn                | Nationalitet        | Reaktion      | Tid   | Noteringar |
| --------- | ---- | ------------------- | ------------------- | ------------- | ----- | ---------- |
| 1         | 6    | Justin Gatlin       | USA                 | 0,151         | 9,94  | Q          |
| 2         | 4    | Yohan Blake         | Jamaica             | 0,147         | 10,01 | Q          |
| 3         | 9    | Christophe Lemaitre | Frankrike           | 0,122         | 10,07 | SB         |
| 4         | 3    | Su Bingtian         | Kina                | 0,140         | 10,08 | SB         |
| 5         | 5    | Kemarley Brown      | Bahrain             | 0,152         | 10,13 |            |
| 6         | 2    | James Dasaolu       | Storbritannien      | 0,145         | 10,16 |            |
| 7         | 7    | Asuka Cambridge     | Japan               | 0,135         | 10,17 |            |
| –         | 8    | Daniel Bailey       | Antigua och Barbuda | i.u.          | DNS   |            |
|           |      |                     |                     | Wind: 0,0 m/s |       |            |

### Final
| Placering | Bana | Namn              | Nationalitet    | Reaktion       | Tid   | Noteringar |
| --------- | ---- | ----------------- | --------------- | -------------- | ----- | ---------- |
| 1         | 6    | Usain Bolt        | Jamaica         | 0,155          | 9,81  | SB         |
| 2         | 4    | Justin Gatlin     | USA             | 0,152          | 9,89  |            |
| 3         | 7    | Andre De Grasse   | Kanada          | 0,141          | 9,91  | PB         |
| 4         | 9    | Yohan Blake       | Jamaica         | 0,145          | 9,93  | SB         |
| 5         | 3    | Akani Simbine     | Sydafrika       | 0,128          | 9,94  |            |
| 6         | 8    | Ben Youssef Meïté | Elfenbenskusten | 0,156          | 9,96  | NR         |
| 7         | 5    | Jimmy Vicaut      | Frankrike       | 0,140          | 10,04 |            |
| 8         | 2    | Trayvon Bromell   | USA             | 0,135          | 10,06 |            |
|           |      |                   |                 | Wind: +0,2 m/s |       |            |